# Agostino Bonalumi
Agostino Bonalumi, né le 10 juillet 1935 à Vimercate, et mort à Desio le 18 septembre 2013, est un peintre et sculpteur italien.

## Biographie
Agostino Bonalumi étudie le dessin technique à Milan avant de se consacrer à la sculpture. En 1958, il fréquente l'atelier d'Enrico Baj, où il a rencontré Piero Manzoni, avec qui il commence une activité de recherche conjointe.